# Bupleurum faurelii
Bupleurum faurelii là một loài thực vật có hoa trong họ Hoa tán. Loài này được Maire mô tả khoa học đầu tiên năm 1939.